# Tuxpan
Pour les articles homonymes, voir Tuxpan (homonymie).
Tuxpan, de son nom complet Túxpam de Rodríguez Cano, est une ville portuaire de l'État de Veracruz, située sur l'embouchure du fleuve Río Tuxpan, dans le golfe du Mexique. Elle est le chef-lieu de la municipalité de même nom et appartient à la région Huasteca Baja, du nom du peuple des Huaxtèques qui y est établi, et est une des 10 subdivisions administratives de l'État de Veracruz. Elle est aussi le chef-lieu du diocèse de Tuxpan.

## Géographie

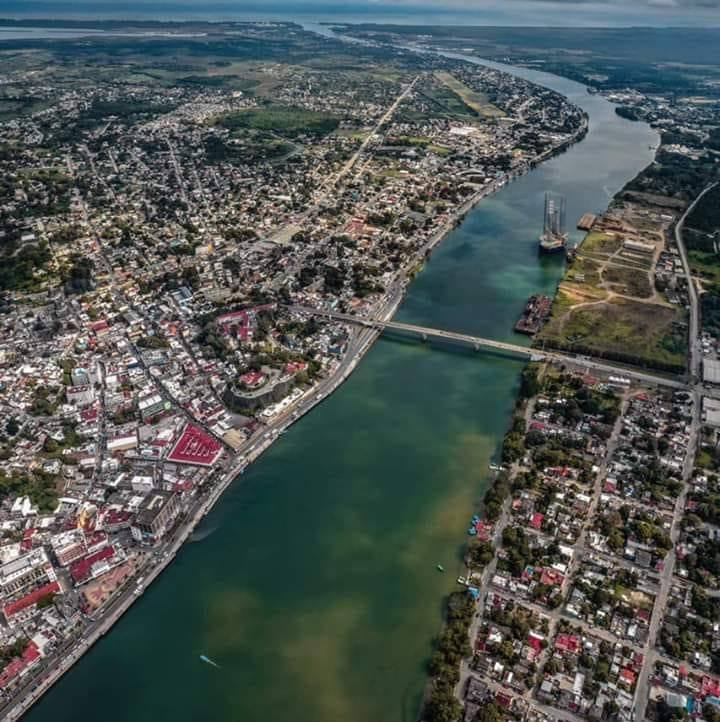
Vue aérienne de la ville de Tuxpan. Le port se situe en aval de la ville, en rive droite

La ville de Tuxpan se trouve légèrement en amont de l'embouchure du fleuve Río Tuxpan, et se développe essentiellement sur sa rive nord, où elle est traversée par un affluent de ce fleuve, l'Estero Tenechaco. Elle est une ville portuaire, dont le port se situe dans l'embouchure du Río Tuxpan, en aval de la ville. En 2020, elle était peuplée de 89,557 habitants.

## Histoire
Le peuplement huaxtèque de la région remonte à un millénaire avant notre ère. Autour de l'an mille de notre ère, sous la domination des Toltèques, la population locale est dénommée "Tochpan".
Dans le cadre de la conquête du Mexique par Hernán Cortés, le conquistador Juan de Grijalva explore les fleuves Río Cazones et Río Tuxpan qui cernent la région.
Aux XVIIe et XVIIIe siècles, la population huaxtèque connaît une baisse importante du fait de la surexploitation et de la réduction en esclavage pour alimenter les Caraïbes en main d'œuvre.
Durant la guerre d'indépendance du Mexique, le port de Tuxpan joue un rôle important dans l'acheminement de produits vers la ville de Veracruz. Entre 1826 et 1835, ce port reçoit un agrément pour le commerce international.
Durant le Porfiriat, sous la présidence de Porfirio Díaz, entre 1876 et 1911, la ville de Tuxpan joue un rôle important dans l'essor de l'industrie pétrolière.
En 1955, la ville de Tuxpan prend le nom de Tuxpam de Rodríguez Cano.

## Économie
La ville est dotée d'un port de taille intermédiaire, localisé dans l'embouchure du fleuve Tuxpan. Agrandit en 2017, il possède un tirant d'eau maximal de 11,7 mètres permettant d'accueillir des navires d'une longueur maximale de 279 mètres, pour une capacité maximale de 68790 tonnes. Celui-ci accueille des tankers pour le pétrole, et dans une moindre mesure des vraquiers et des porte-conteneurs.
Il est lié au parc industriel Litoral del Golfo de México, situé légèrement en retrait du fleuve, et qui assure une intermodalité par le transport routier.

## Transports
La ville est desservie par l'Aéroport National Fausto Vega Santander (es), localisé dans la périphérie est de la ville.
La ville est desservie par les routes fédérales 130D, puis 180D, qui traversent du sud au nord sa municipalité à l'ouest de la ville, et dont un diverticule dessert directement l'agglomération.

## Lieux et monuments

Cathédrale Nuestra Señora de la Asunción)

Étant le siège d'un évêché, Tuxpan est dotée d'une cathédrale, placée sous le vocable de l'Assomption de Notre-Dame (Nuestra Señora de la Asunción). L'édifice a été bâti en tant qu'église paroissiale entre 1731 et 1752, dans un style baroque. Il se présente comme un bâtiment à cinq nefs, pourvu d'une coupole s'élevant à 36 mètres du sol. En 1901, fut adjoint au bâtiment une latérale, faisant office de clocher. Depuis l'érection du diocèse de Tuxpan en 1962, l'édifice est devenu cathédrale.

## Évêché
- Diocèse de Tuxpan
- Cathédrale de Tuxpan